# La Séparation des races (roman)
La Séparation des races est un roman de Charles-Ferdinand Ramuz publié en 1922.

## Historique
La Séparation des races est un roman de Charles-Ferdinand Ramuz (1878-1947), édité en décembre 1922 par les Éditions du Monde nouveau.

En 1912, à Lausanne, Ramuz fait éditer par la Bibliothèque universelle et Revue suisse Le Feu à Cheyseron, sous-titré Histoire de la montagne. En 1922, il en écrit une nouvelle version qui devient La Séparation des races.

## Résumé
Ceux qui sont de l'autre côté du col s'étaient emparés d'un beau morceau de pâturage. Pour se venger, Firmin, un berger romand, enlève Frieda, une jeune alémanique. Mathias le colporteur fait, en secret, la liaison entre la prisonnière et Hans son fiancé.

Durant l'hiver, Frieda manipule aussi bien Firmin que Mânu, l'idiot du village et à la fonte des neiges, les Alémaniques entrent dans le village incendié par Manu, pendent le berger et repartent avec Frieda.

## Éditions en français
- La Séparation des races, publiée en décembre 1922 par les Éditions du Monde nouveau, à Paris.
- La Séparation des races, datée de 1941 dans le douzième volume des Œuvres complètes aux Éditions Mermod, à Lausanne.
- La Séparation des races, publié aux Éditions Plaisir de Lire, à Lausanne.

## Adaptation
- 1933 :  Rapt de Dimitri Kirsanoff
- 1984 : Rapt ou la Séparation des races téléfilm de Pierre Koralnik avec Daniela Silverio, Pierre Clémenti